# Saint-Cyr-les-Vignes
Saint-Cyr-les-Vignes là một xã trong tỉnh Loire miền trung nước Pháp.